# Cinepuri
The Prince of Tennis (テニスの王子様 Tennis no Ōjisama) là bộ phim phỏng theo manga The Prince of Tennis của tác giả Konomi Takashi. Tình tiết trong phim nhanh hơn trong truyện và có một số thay đổi. Tuy nhiên vì đây là một movie nên nó chỉ mô tả từ khi Ryoma xuất hiện đến trận đấu gặp Hyotei. Bộ phim được đạo diễn bởi Abe Yuichi và ra mắt tại Nhật vào ngày 13 tháng 5 năm 2006

## Tóm lược
Echizen Ryoma, một thiên tài tennis tại Mỹ. Cậu về Nhật và vào học tại học viện Seishun, khối trung học (Seishun Gakuen), hay viết tắt là Seigaku, một ngôi trường nổi tiếng về tennis. Đội tennis của trường rất mạnh và có nhiều tay vợt tài năng. Ryoma nhanh chóng đánh bại những đàn anh lớn hơn mình và cậu đã trở thành thành viên chính thức của đội tennis trường Seigaku.

## Cốt truyện
Xin xem thêm tại The Prince of Tennis
Echizen Ryoma, một thiên tài tennis 12 tuổi. Cậu đã 4 lần vô địch trong giải American Junior Tennis. Cậu có một đứa em gái tên là Echizen Sakura(Vì lí do nào đó mà cô lại không tham gia đóng phim). Cha cậu, Echizen Nanjiroh, một huyền thoại tennis, đã cho cậu về Nhật và vào học tại học viện Seishun (Seigaku) khối trung học. Ryoma, học sinh lớp 7, rất hứng thú với các thành viên chính thức của đội tuyển tennis trường. một đội rất mạnh và nổi tiếng. Cậu muốn đánh bại tất cả
Các thành viên chính thức của đội tuyển bao gồm: đội trưởng Tezuka Kunimitsu, một tay vợt đạt đến trình độ quốc gia. Đội phó Oishi Syuichirou, người có cách chơi bình tĩnh và bao quát và người đấu đôi cùng cậu Kikumaru Eiji với kiểu tennis múa đặc trưng đã tạo nên huyền thoại về Bộ đôi vàng trường Seigaku. Fuji Syuusuke - con người được mệnh danh là thiên tài được biết tới với kỹ thuật tài tình của mình trên sân tennis. Và Inui Sadaharu kho dữ liệu của đội với style "data tennis". Ngoài 5 người trên, đàn anh lớp 9 còn lại là Kawamura Takashi - mỗi khi cầm đến vợt là tính cách của cậu sẽ thay đổi. Cùng style tennis sức mạnh như Kawamura là Momoshiro Takeshi, học sinh lớp 8. Thành viên chính thức cuối cùng là Kaidoh Kaoru, một người kiên trì và bền bỉ, không bao giờ chịu thua người khác.
Vòng loại khu vực Tokyo bắt đầu
Higaki Shioin - một cô bé thầm lặng luôn nhìn Ryoma từ trên khán đài. Bố mẹ cô đã chết trong một vụ tai nạn. Do ảnh hưởng của quá khứ mà cô bé đã bị câm. Cô gặp Ryoma lần đầu tiên khi cậu giúp cô trên tàu điện thoát khỏi một bọn học sinh cấp 3
Trong trận đấu quyết định với trường trung học Fudomine tại vòng loại khu vực, mắt Ryoma đã bị thương nhưng cậu quyết tâm đấu đến cùng và mang lại chiến thắng cho Seigaku đưa đội tiến đến giải Kanto với tư cách nhà vô địch vòng loại khu vực.

## Diễn viên
| Vai diễn             | Diễn viên                                  |
| -------------------- | ------------------------------------------ |
| Echizen Sakura       | Ichika Hinata                              |
| Echizen Ryoma        | Hongo Kanata                               |
| Tezuka Kunimitsu     | Shirota Yuu                                |
| Oishi Shuichirou     | Suzuki Hiroki                              |
| Fuji Shusuke         | Aiba Hiroki                                |
| Kikumaru Eiji        | Adachi Osamu                               |
| Inui Sadaharu        | Araki Hirofumi                             |
| Kawamura Takashi     | Kotani Yoshikazu                           |
| Momoshiro Takeshi    | Kaji Masaki                                |
| Kaidoh Kaoru         | Kujirai Kousuke                            |
| Atobe Keigo          | Sainei Ryuuji                              |
| Egate Mcleod Higaki  | RIKIYA                                     |
| Oshitari Yuushi      | Daiki Nakae                                |
| Shishido Ryoh        | Junpei Suzuki                              |
| Ohtori Choutarou     | Date Koji                                  |
| Mukahi Gakuto        | Emoto Tokio                                |
| Akutagawa Jirou      | Ishii Genki                                |
| Kabaji Munehiro      | Yamakawa Kazutoshi                         |
| Echizen Nanjiroh     | Kishitani Goro                             |
| Ryuzaki Sumire       | Hitomi Shimatani                           |
| Ibu Shinji           | Saitou Yasuka                              |
| Kamio Akira          | Fujiwara Yuuki                             |
| Sanada Genichirou    | Moriyama Eiji                              |
| Yanagi Renji         | Miyano Mamoru                              |
| Tooyama Kintarou     | Wada Masato                                |
| Higaki Shioin        | Sayuri Iwata                               |
| Kentarou Aoi         | Sano Daiki                                 |
| Amane Hikaru         | JURI                                       |
| Sakurai Masaya       | Takagi Shun                                |
| Sasabe               | Shinoda Mitsuyoshi                         |
| bạn Sasabe #1        | Kamakari Kenta                             |
| bạn Sasabe #2        | Nagayama Takashi                           |
| Trọng tài            | Ishibashi Yusuke                           |
| Diễn viên quần chúng | Aoyagi Ruito Saito Takumi Washimi Ryou YOH |

## Chuyện hậu trường
Trước khi bộ phim được ra mắt, một đĩa DVD chuyện hậu trường làm phim được tung ra trước. Xin xem thêm chi tiết tại đây

## Âm nhạc trong phim
Âm nhạc trong phim được is soạn bởi Iwashiro Taro và đĩa OST được phát hành tại Nhật vào ngày 12/05/2006 Nó bao gồm một số bản nhạc của nhóm Yellow Cherry, nhóm nhạc hát bài mở đầu trong phim này.
Danh sách những bản nhạc có trong đĩa
1. Mada Mada Dane (まだまだだね?)
2. Ryoma VS Kaidou (リョーマVS海堂?)
3. Soko made da (そこまでだ?)
4. Ano Ko wa Samurai Jr. (あの子は侍Jr.?)
5. Seigaku Ranking Ikusa (青学ランキング戦?)
6. Chiku Yosen (地区予選?)
7. Ryoma VS Ibu (リョーマVS伊武?)
8. Hyoutei Fight (氷帝ファイト?)
9. Echizen Omae wa Tashika ni Tsuyoi (越前お前は確かに強い?)
10. Ryoma no Omoi (リョーマの思い?)
11. Higaki Toujou (檜垣登場?)
12. Oboete Okeyo (覚えておけよ?)
13. Kantou Taikai (関東大会?)
14. Oishi, Kikumaru VS Oshitari, Mukahi (Acrobat Shoubu) (大石・菊丸VS忍足・向日(アクロバット勝負)?)
15. Inui, Kaidou VS Ootori, Shishido (Data & Tairyoku Shoubu) (乾・海堂VS鳳・宍戸(データ&体力勝負)?)
16. Kawamura VS Kabaji (Power Shoubu) (河村VS樺地(パワー勝負)?)
17. Kono Racket Tsukawasete Morauyo (このラケット使わせてもらうよ?)
18. Fuji VS Akutagawa (Tensai! Fuji) (不二VS芥川(天才!不二)?)
19. Tezuka Shutsujin (手塚出陣?)
20. Tezuka Zone (手塚ゾーン?)
21. Atobe Hametsu e no Rondo
22. Tezuka no Omoi
23. ORE wa Makenai
24. Ryoma Shutsujin
25. Ryoma VS Higaki

## Điểm khác biệt so với Anime/Manga
Bộ phim này đã tóm lược rất nhiều so với cốt truyện thật trong manga hay anime. Nhiều sự kiện đã bị lướt qua và một số nhân vật bị thay đổi.
- Ví dụ như, tuổi của nhân vật Ryuzaki Sumire đã bị thay đổi. Thay vì là huấn luyện viên tennis của bố Ryoma thời trung học, Sumire trở thành đàn em của ông khi ông còn ở tại trường
- Trong phim. nhân vật Wakashi Hiyoshi của trường Hyotei được thay thế bằng Higaki Mcleod Egate. Đây là nhân vật chỉ có ở trong phim mà không có trong manga hay anime
- Tương tự như vậy, em gái của Higaki Mcleod Egate, ruynisaki sakuno, là nhân vật chính trong chuyên Vị trí của cô trong phim tương đương với vị trí của nhân vật echizen ryoma trong truyện.
- Trong phim, bộ đôi Oishi/Kikumaru đấu với bộ đôi Oshitari/Mukahi cứ không phải là cặp Momoshiro/Kikumaru như trong manga. Thêm một chi tiết nữa là bộ đôi này đã thua và cặp Inui/Kaidoh đã thắng trong khi kết quả trong truyện thì lại ngược lại
- Trong giải vòng loại khu vực trận đấu với trường St. Rudolph và trường Yamabuki đã bị cắt bỏ

## Chuyện bên lề
- Toàn bộ dàn diễn Seigaku 2 trong The Prince of Tennis Musicals giữ nguyên vai diễn của mình trong phim ngoại trừ người diễn Ryoma, Yanagi Kotaroh. Cậu được thay thế bằng Hongo Kanata
- Trong khi đó, Date Koji là người duy nhất trong dàn diễn Hyotei trong The Prince of Tennis Musicals giữ nguyên vai diễn của mình (Ohtori Choutarou). tất cả những người còn lại đều được thay thế bằng các diễn viên khác
- trong phim, Hongo Kanata đã diễn Echizen Ryoma thay vì Yanagi Kotaroh (người diễn Ryoma trong musical). Trong phim, cậu đóng Ryoma hợp hơn là Yanagi. Hongo mới 15, gần với tuổi Ryoma (12) hơn là Yanagi, cậu đã 20. Với lại, Yanagi vừa mới bị thương trong một tai nạn xe cộ, cậu không thể diễn những cảnh đánh tennis theo như yêu cầu của vai diễn được
- Những người đã từng diễn trong musical cũng xuất hiện trong phim
- Các trường xuất hiện trong phim bên cạnh Seigaku và Hyotei: Fudomine, Rokkaku, Higa-Chuu, Rikkaidai và Shitenhouji.

## Đĩa DVD
Đĩa DVD của bộ phim này được phát hành tại Nhật vào ngày 26/09/2005 và được phát hành thành hai bản: bản Bạch kim (giá 9240 yen) và bản Bình thường (giá 4935 yen).